# Porcelánka PULS
Porcelánka Pfeiffer & Löwenstein, od roku 1926 Porcelánka PULS, také Puls Schlackenwerth, byla továrna na výrobu porcelánu a keramiky v Ostrově u Karlových Varů, činná v letech 1873–1948. 

## Historie
Původní firmu založili dva podnikatelé, Josef Pfeiffer s manželkou Clarou a Ludwig Löwenstein s manželkou Karolínou. Zakoupili pozemky na jihozápadním okraji města u nádraží. Postavili tři výrobní objekty s mlýnem na kaolin, malírnu a vlastní vilu. Zpočátku jejich porcelánka jen kopírovala vzory slavných západočeských porcelánek, vyráběla nádobí i dekorační vázy s malbou v novorenesančním a novorokokovém stylu.
Teprve na přelomu 19. a 20. století se pod vedením synů obou zakladatelů, Ludvíka Pfeiffera a Rudolfa Löwensteina její sortiment rozšířil a profiloval v secesním stylu, začala spolupráce s vídeňskou manufakturou Josefa Böcka. Nabídka zahrnovala jak běžné stolní nádobí a hotelové vybavení, tak dekorativní vázy, zvířecí i lidské plastiky. K vyhledávaným patřily nápojové soupravy MODERN z roku 1901 a souprava tenkostěnného porcelánu čínského typu CALAIS z roku 1910 a pozdějších, která byla oceněna na uměleckoprůmyslové výstavě roku 1925 v Paříži a byl jí vybaven také salónní železniční vagón Českých drah pro prezidenta T. G. Masaryka. 

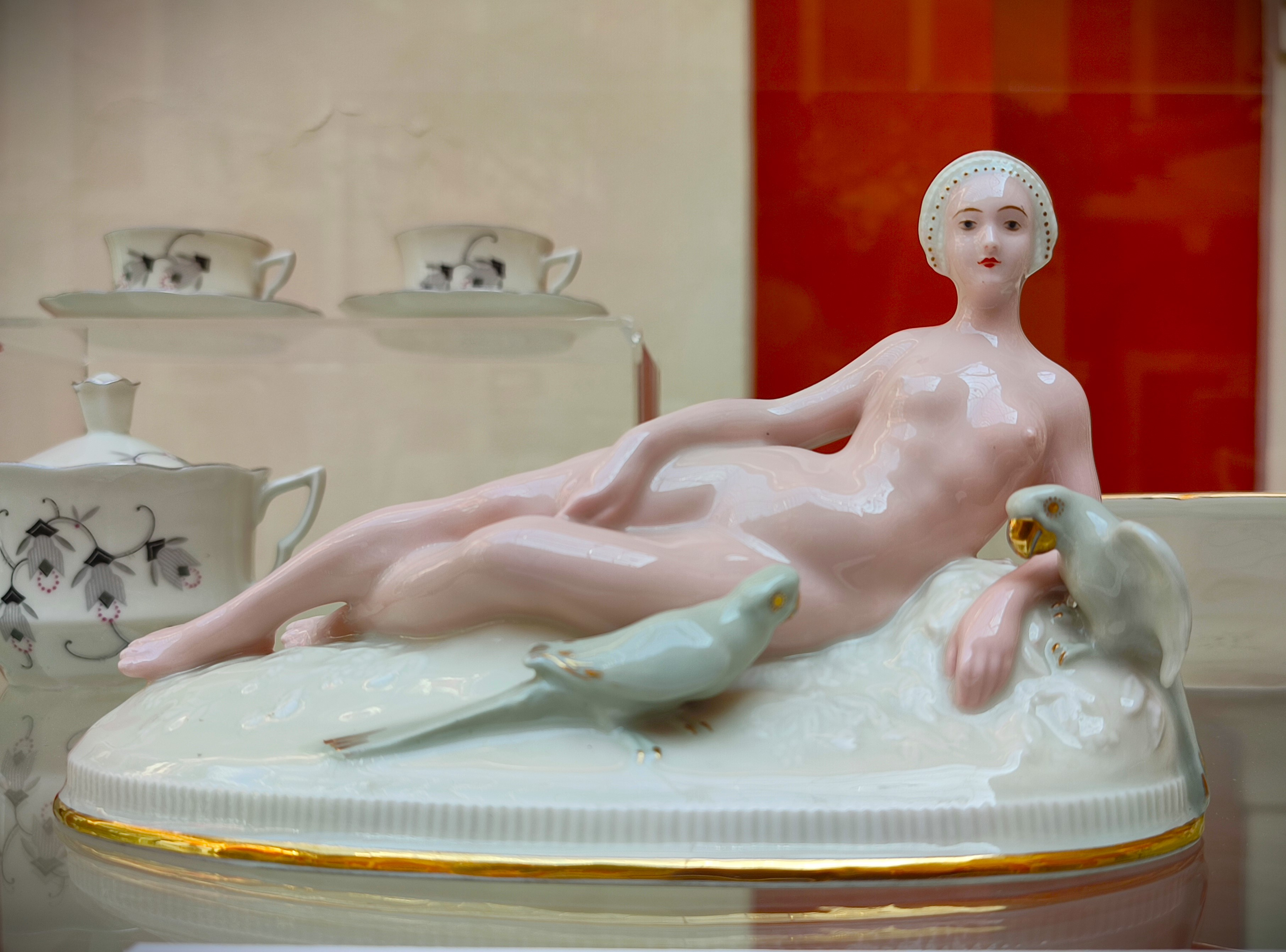
Ležící ženský akt s papoušky

Největších úspěchů porcelánka dosáhla ve 20. a 30. letech 20. století. Od roku 1926 byla zavedena nová značka PULS pod korunkou, složená z iniciál majitelů a místa výroby (=PfeifferUndLöwensteinSchlackenwerth). Kromě nápojových souprav se vyráběl figurální porcelán ve stylu art-deco, jako byly figurky tanečnic, hudebnic, ženské akty a zvířata. Návrhy nevytvářeli jen modeléři porcelánky, ale byli oslovování slavní zahraniční sochaři a keramici, například Willy Russ nebo Josef Hoffmann a další vídeňští výtvarníci, kteří možnost odbytu uvítali po zrušení Wiener Werkstätte v roce 1932. 
Po záboru pohraničních krajů Německou říší z roku 1938 byl židovský majetek arizován. V roce 1939 musela podle nařízení o zrušení židovských podniků tehdejší spolumajitelka Luisa, vdova po Rudolfu Löwensteinovi, prodat za nevýhodných podmínek svůj podíl v továrně Josefu Pfeifferovi. Poté byl do továrny dosazen jako říšský komisař Pfeifferův zeť Georg von Hoffmann, který byl do té doby v továrně prokuristou. Jediným místem vývozu bylo Německo a jím obsazené oblasti, kvalita výrobků klesala, její objem byl redukován a do konce války se omezila na užitkové předměty. Pracovali zde zahraniční dělníci a zajatci.
V květnu 1945 přešla porcelánka do majetku československého státu, byla znárodněna a výroba pod touto značkou přenesena do závodu Concordia v Lesově. Její sortiment a odbyt však upadal, až byla v roce 1948 zcela zrušena. Budovy továrny byly adaptovány pro strojírenský závod. Dochovala se jedna část o třech traktech v Moříčovské ulici, Löwensteinův dům a vila v Jáchymovské ulici.
Lokalita porcelánky je zařazena na značenou přeshraniční česko-německou pěší Cestu porcelánu', vedoucí z bavorského Selbu přes Mostov, Sokolov, Horní Slavkov, Loket, Novou Roli, Karlovy Vary (expozice porcelánu v muzeu), Ostrov a Klášterec nad Ohří do Dubí.

## Výrobky

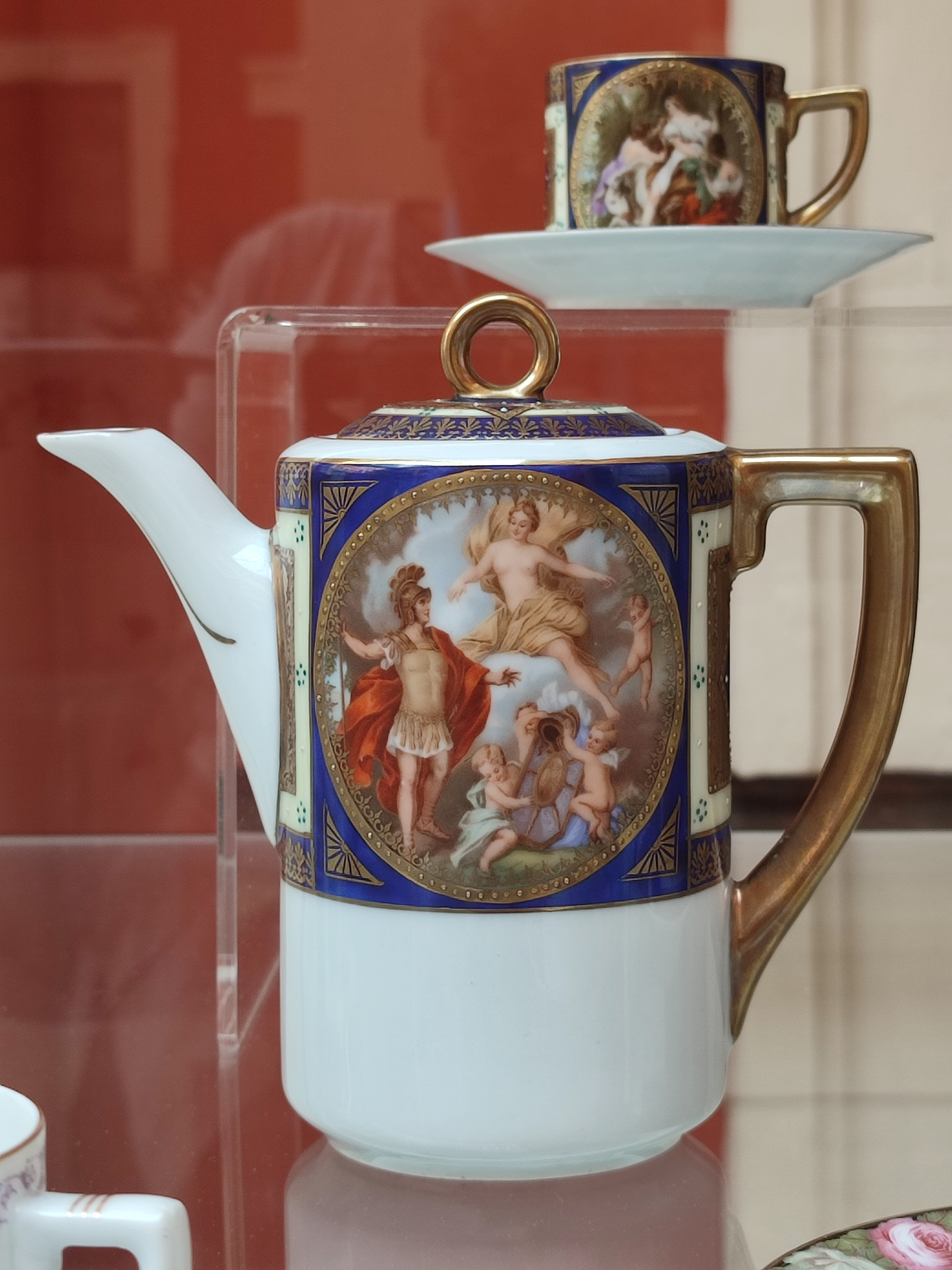
Konvice na kávu
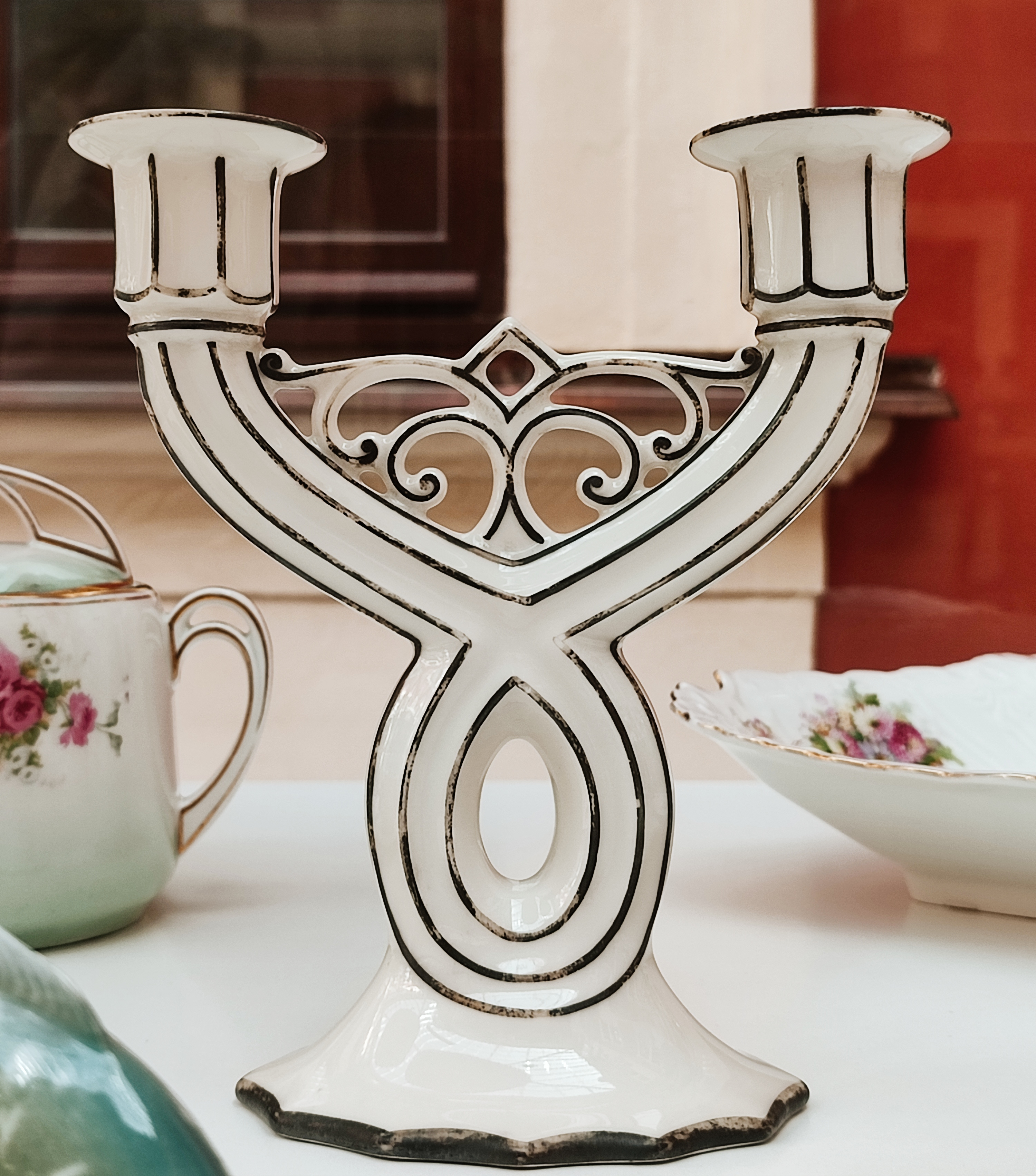
Stolní svícen
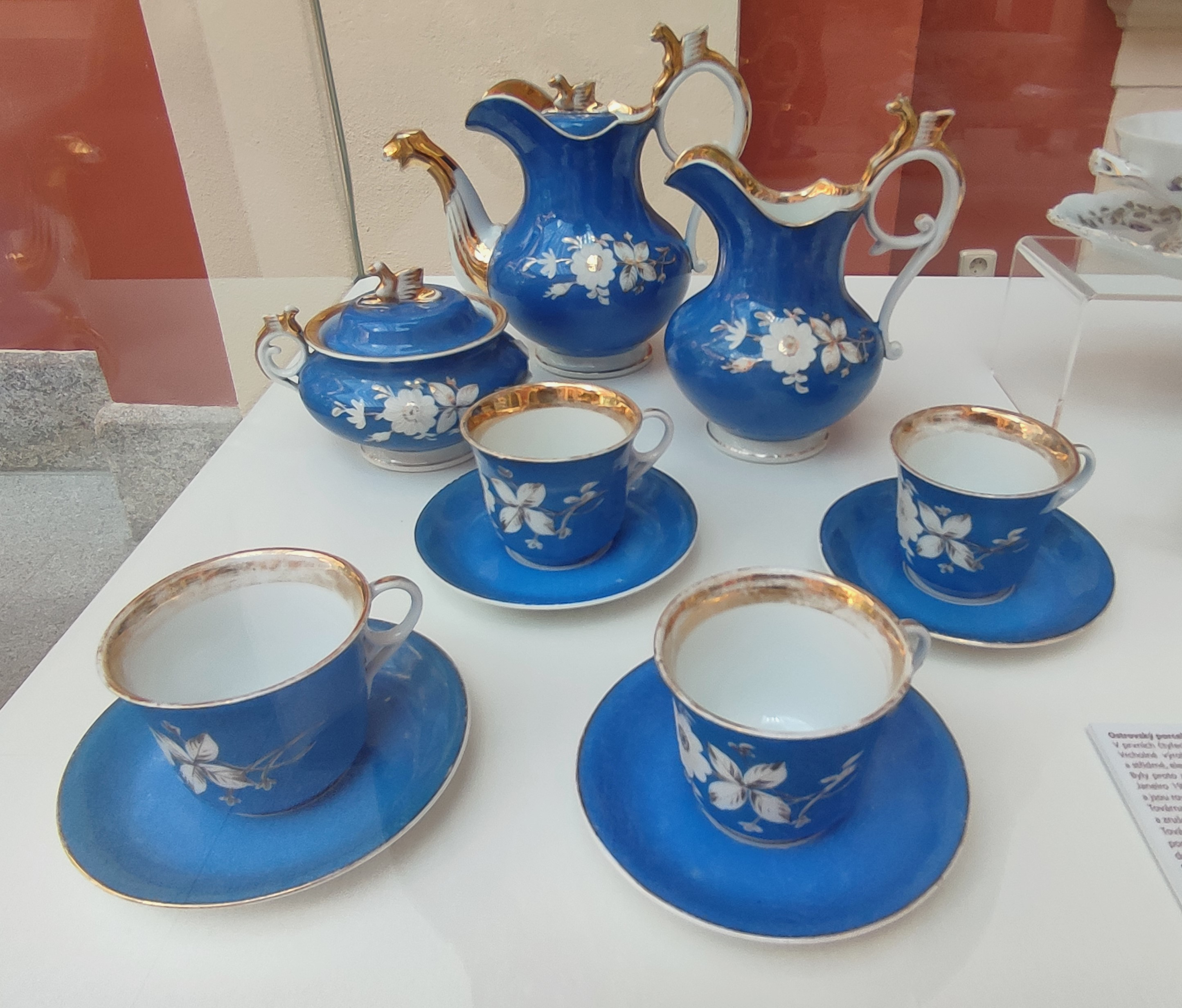
Servis s kobaltovou glazurou
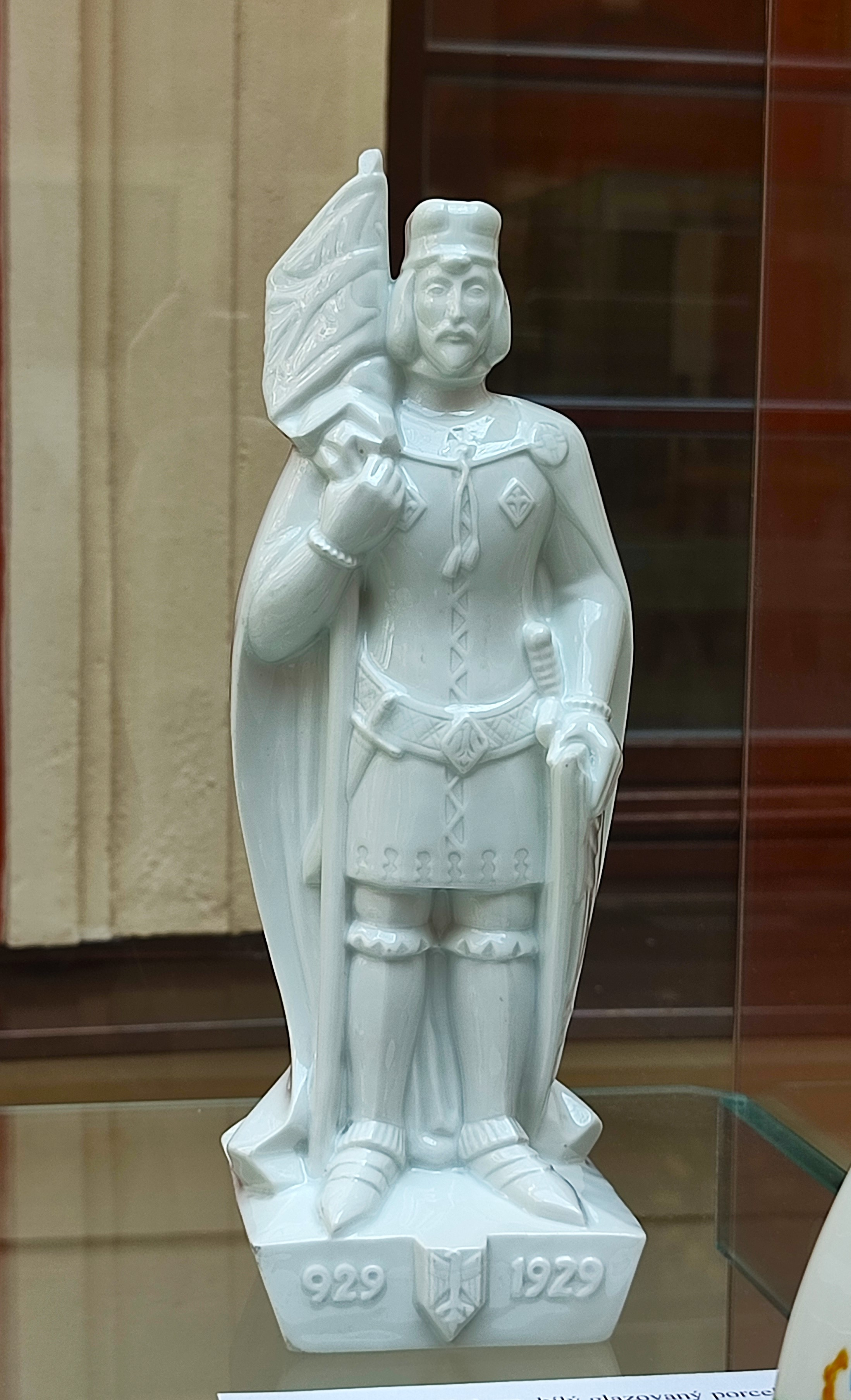
Willy Russ: Svatý Václav
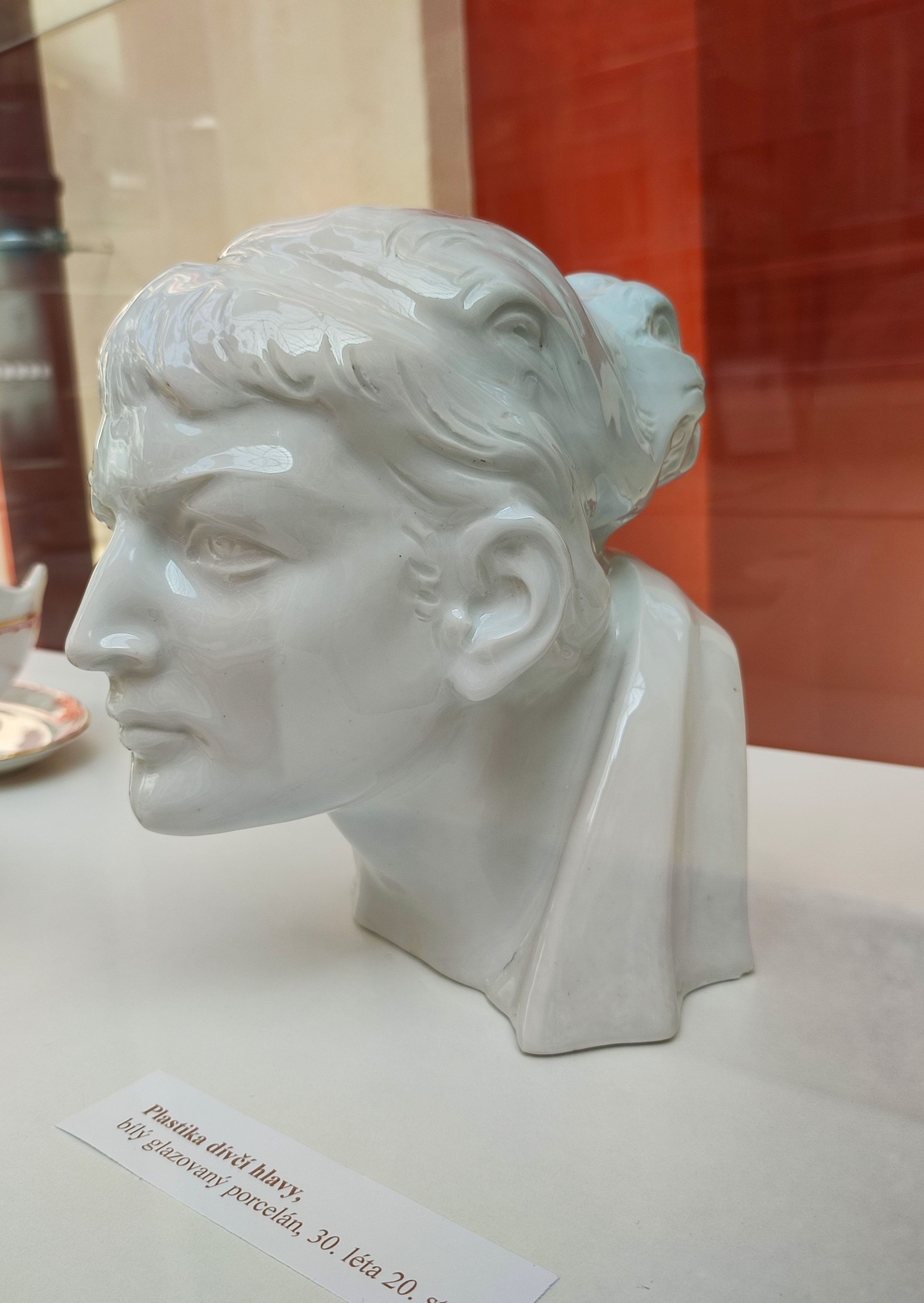
Busta mladé ženy
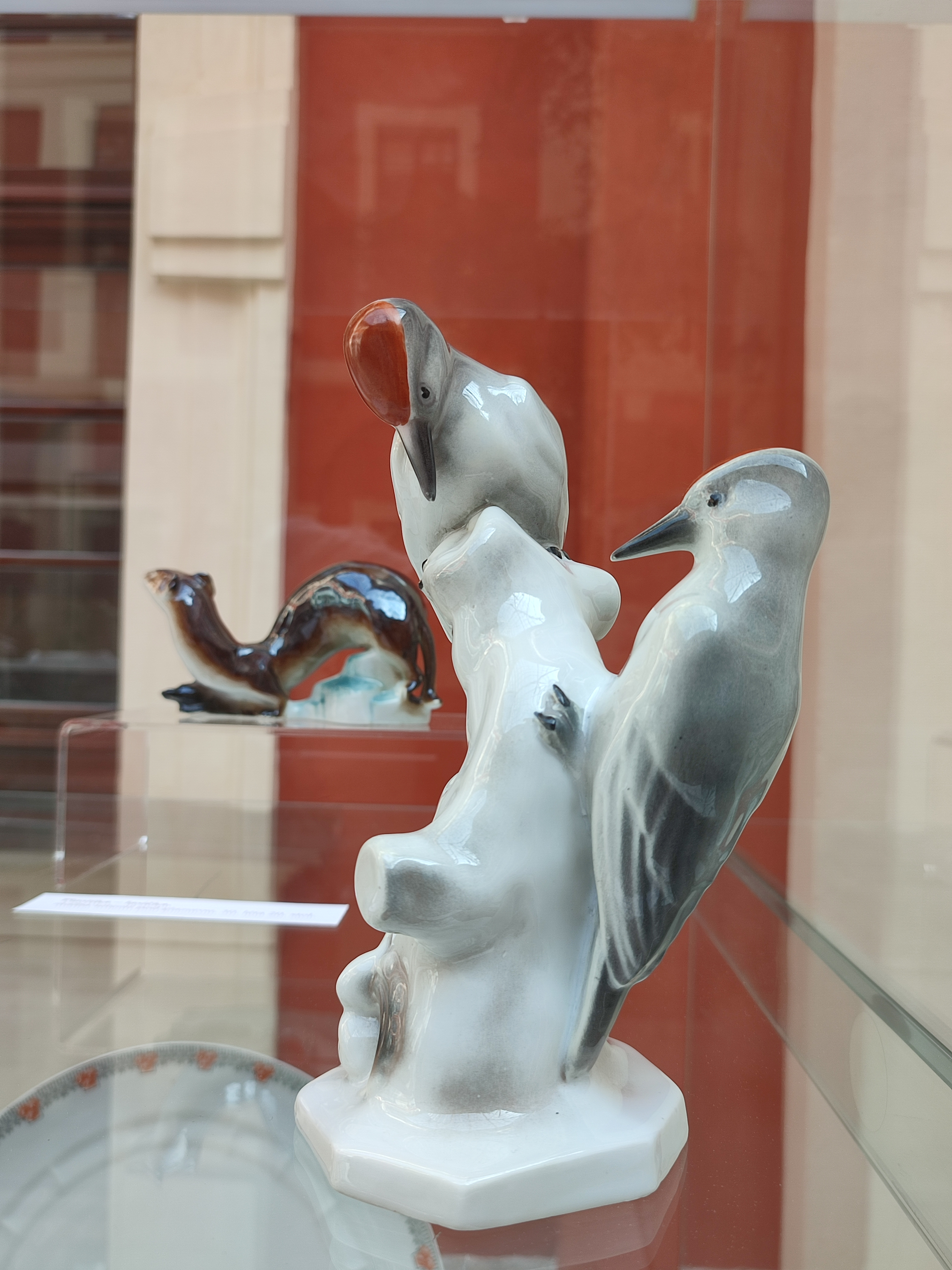
Ptáci na větvi; Lasička
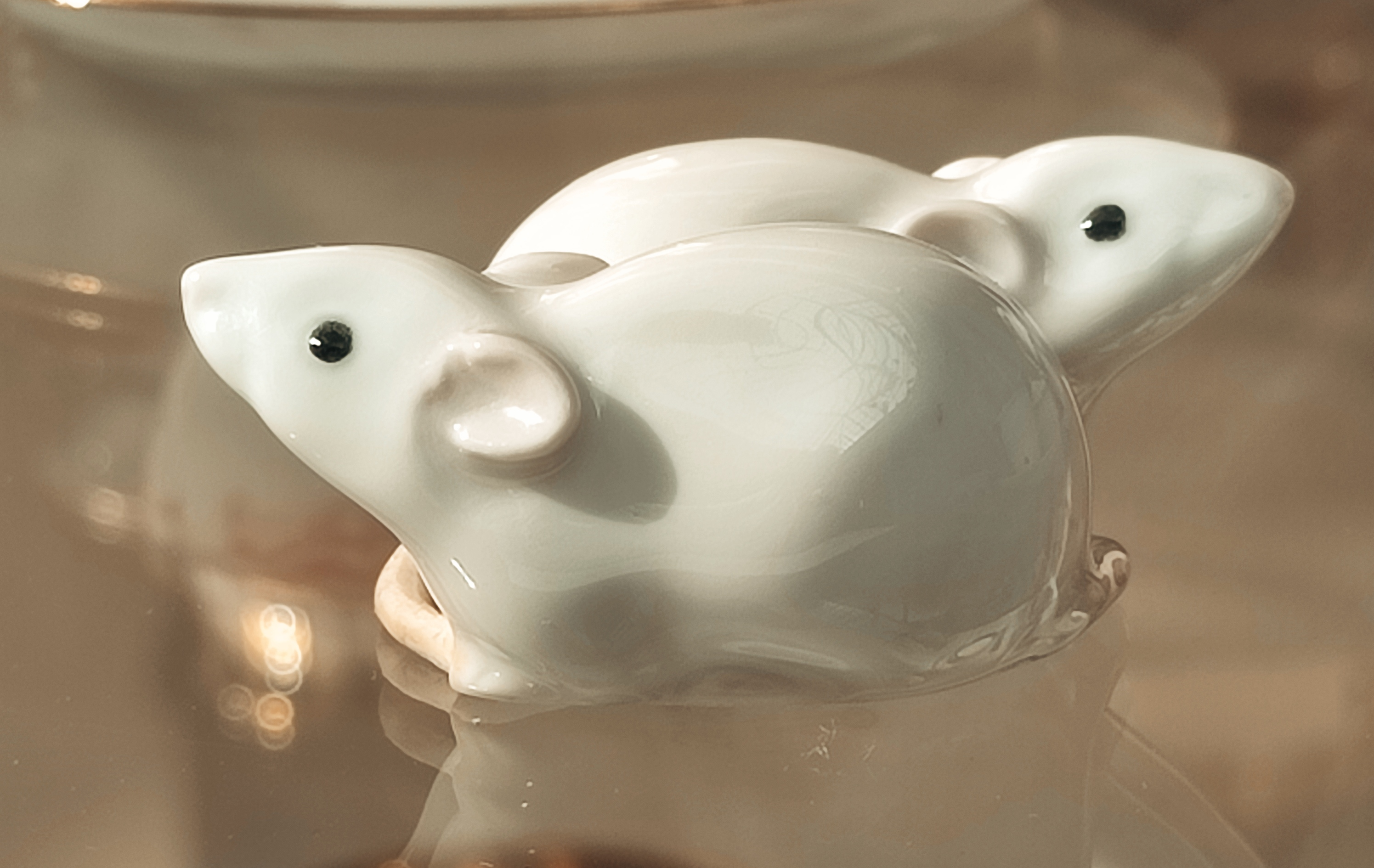
Karel Kuneš: Myši